# Benigne fasciculatiesyndroom
Het benigne fasciculatiesyndroom (BFS) is een neurologische stoornis met als belangrijkste kenmerk fasciculaties (spiertrekkingen) in de ledematen. De fasciculaties kunnen zich overal in het lichaam voordoen, maar de armen, benen en voeten zijn de voornaamste plekken waar de fasciculaties plaatsvinden. Zodra de ledemaat waar de fasciculaties plaatsvinden bewogen wordt, stoppen de fasciculaties vrijwel meteen, maar ze beginnen weer zodra de spieren worden ontspannen.

## Symptomen
Ook al lijkt het BFS heel erg op neuromyotonie wat betreft de symptomen, zijn het twee verschillende neurologische aandoeningen die een andere oorzaak hebben en los staan van elkaar.
De symptomen van het BFS zijn:
- Fasciculaties verspreid over het lichaam. De fasciculaties kunnen ook voor een langere tijd op één plek blijven zitten ("hotspots"). Er zijn meldingen dat een hotspot jaren kan aanhouden. Vrijwel iedereen heeft weleens te maken gehad met een onschuldige fasciculatie, bijvoorbeeld bij het oog of bij de duim. Echter, bij het BFS begint het hierbij en verspreidt het zich over het gehele lichaam.

- Algemene vermoeidheid
- Een gevoel van vermoeidheid in de ledematen; in tegenstelling tot motorische ziekten is dit niet permanent en sterven de spieren niet af. Vaak verdwijnen de gevoelens na een dag of twee
- Paresthesie: tintelingen en gevoelloze plekken op het lichaam. Dit wordt soms omschreven als het gevoel dat een ledemaat in slaap valt.
- Chronische pijn.
- krampen of gevoel van kramp, waarbij er soms lichamelijk gezien geen echte krampen plaatsvinden. Er bestaat ook een variant waarbij frequent echte spierkrampen optreden, dit noemt men ook wel het benigne spierkrampfasciculatiesyndroom.

Sommige mensen die lijden aan het BFS, ervaren ook een vorm van chronische pijn die net als de fasciculaties overal in het lichaam kan plaatsvinden. De fasciculaties en chronische pijnen kunnen een aantal dagen achter elkaar op dezelfde plek blijven hangen, maar over het algemeen kunnen ze overal ontstaan en na een paar minuten weer van plek veranderen. Volgens onderzoek van de Mayo clinic in de US ervaren een derde van de mensen die lijden aan het BFS ook frequent krampen. Dit wordt, als de krampen een prominent symptoom zijn, ook wel omschreven als "spierkrampfasciculatiesyndroom".
De klachten kunnen weken, maanden, jaren of zelfs levenslang aanhouden. Soms verdwijnen de klachten voor een periode en komen ze na vele jaren weer terug, wat soms tot angsten leidt. De symptomen kunnen het dagelijks leven behoorlijk verstoren. Vooral in het beginstadium vinden sommige mensen het moeilijk om in slaap te vallen met fasciculaties en chronische pijnen. Hoewel het een goedaardige aandoening betreft, kan men in het dagelijkse leven psychisch zwaar belast worden door deze continue schokkende spiertrillingen. Het zijn in feite krachtige constante stroomstootjes, te vergelijken met elastiekjes die onder de huid erg krachtig worden losgeschoten. Dit is een zeer vervelende aandoening omdat men ongewild en voortdurend de spieren voelt trillen en samentrekken met grote kracht (elastieken-trekken-onder-de-huid).

## Oorzaak
Over het algemeen is de oorzaak onbekend. Vaak beginnen de symptomen na een virusinfectie, of na een periode van stress. Het is bekend dat mensen die lijden aan het BFS in het beginstadium veel angsten kennen, voornamelijk na het zoeken op het internet naar fasciculaties. Vaak komen die mensen op websites uit van motorische ziektes zoals amyotrofe laterale sclerose (ALS), multiple sclerose en parkinson. De angsten die hiermee gepaard gaan, verergeren de fasciculaties in sommige gevallen nog. Echter, het is een fysieke aandoening die ook bij afwezigheid van angst bestaat. Vaak lezen mensen niet dat ALS begint met overduidelijke spierzwakte, en zijn fasciculaties daarbij een later symptoom als gevolg van het permanent afsterven van spieren. Bovendien zijn motorische aandoeningen zoals ALS behoorlijk zeldzaam — 1 op de 100.000 mensen per jaar — terwijl BFS veel vaker voorkomt. Mensen die lijden aan het BFS hebben geen verhoogd risico om ALS te krijgen.
BFS heeft te maken met de koppeling tussen het centrale zenuwstelsel en het perifere zenuwstelsel. In het ruggenmerg waar de motorische zenuw ontspringt moet een synaps (de koppeling tussen zenuwen) zorgen voor de remming van de spanning uit het centraal zenuwstelsel wat gebeurt door neurotransmitterstof. Deze synaps zorgt ervoor dat de basisspanning van de spieren -70 mV bedraagt. Als de spanning sterker wordt door meerdere prikkels (daar zijn altijd meer prikkels voor nodig dan een enkele) ontstaat er een verhoging in het eindplaatje dat de spier bereikt zodat deze samentrekt. Hoe groter de prikkeldichtheid, hoe meer delen gaan aanspannen.
Bij het benigne (spierkramp)fasciculatiesyndroom is de remming in het ruggenmerg te klein waardoor het centraal zenuwstelsel de zenuw die de spier innerveert niet meer remt en ervoor zorgt dat deze met een enkele of zelfs zonder prikkel de spier deels of geheel laat samentrekken. In het geval van het geheel samentrekken spreekt men van kramp, in het geval dat delen (vaak kleine delen) samentrekken spreekt men van fasciculaties. Deze fasciculaties zijn zichtbaar als golfbewegingen van de betreffende spier, meestal de kuitspier en de vierhoofdige dijspier.

## Diagnose
Het BFS kan pas worden gediagnosticeerd als alle andere motorische ziekten zijn uitgesloten. Een ervaren neuroloog ziet al vrij snel of het gaat om een motorische ziekte of dat het gaat om iets goedaardigs. Vaak voeren ze op patiënten toch een elektromyogram of een MRI-scan van de schedel uit om de BFS-patiënt uit een vicieuze cirkel van angsten en onzekerheden te halen.

## Medicatie
Spierontspannende middelen als diazepam kunnen verlichting geven. Ook B12 (1000 mg) kan het doen verminderen, is door neurologen beschreven in een wetenschappelijk tijdschrift.

## Differentiële diagnose
De volgende aandoeningen hebben soortgelijke symptomen:
- Multipele sclerose
- Ziekte van Lyme
- Chronischevermoeidheidssyndroom
- Fibromyalgie
- B12-tekort
- spasmofilie